# Stabelektrode

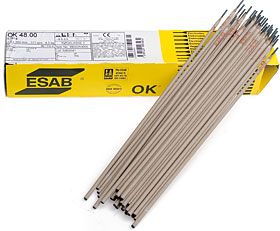
Stabelektroden

Die Stabelektrode ist ein mineralisch umhüllter Metallstab, der zum Elektroschweißen verwendet wird.

## Geschichte
- 1782: Dem Physiker Georg Christoph Lichtenberg gelingt es, mit Hilfe von künstlicher Elektrizität eine Uhrfeder und eine Messerklinge miteinander zu verschmelzen. Dieses Ereignis markiert den Beginn der Lichtbogentechnik im deutschsprachigen Raum.[1]

- 1802: Der russische Physiker und Chemiker Wassili Wladimirowitsch Petrow beschäftigt sich mit dem Vorgang der Lichtbogenentladung. Dabei untersucht er auch die Möglichkeit, die Entladungswärme zum Verschmelzen von Metallen zu verwenden.[1]

- 1812: Der englische Chemiker und Physiker Sir Humphry Davy befasst sich mit den Möglichkeiten des Lichtbogens und dessen Ablenkung durch magnetische Felder.[1]

- 1881: Auf der ersten Internationalen Elektrizitätsausstellung in Paris präsentierte der Russe Nikolai Nikolajewitsch Benardos als erster die Methode des Lichtbogenschweißens, indem er einen Lichtbogen zwischen einer Kohlenstoff-Elektrode und einem Werkstück erzeugte.

- 1889/1890: Dr. H. Zerener aus Berlin lässt sich einen Apparat patentieren, mit dem sich durch einen elektrischen Lichtbogen feste Körper erwärmen und schmelzen lassen. Der Lichtbogen entsteht bei diesem Verfahren zwischen zwei Kohleelektroden (Kohle-Kohle-Lichtbogen).[2] Der russische Ingenieur Nikolai Gawrilowitsch Slawjanow entwickelt Benardos’ Idee weiter und verzichtet auf eine zusätzliche Elektrode. Stattdessen erzeugt er den Lichtbogen zwischen dem Werkstück und einer Metallelektrode, die gleichzeitig als Schweißzusatz dient (Metall-Werkstück-Lichtbogen). Die Schweißstellen waren jedoch nicht luftdicht und wiesen zahlreiche Poren auf. Aus diesem Ansatz entwickelte sich die Technologie des Lichtbogenschweißens.[1][3]

- 1908: Am 27. Juni meldete Oscar Kjellberg das Patent „Elektrode und Verfahren zum elektrischen Löten“ beim Kaiserlichen Reichspatentamt an, womit Kjellberg als Erfinder der ummantelten Schweißelektrode gilt.[4] Er tauchte die Metallstäbe in ein Gemisch aus Erdmineralien wie Kalkstein und Flussspat. Als der Metallstab im elektrischen Lichtbogen schmolz, formte sich eine Schlacke, die das flüssige Schweißgut bedeckte, wodurch die meisten Poren, die durch den Luftsauerstoff und -stickstoff verursacht wurden, verschwanden. Um die Schweißstellen gänzlich luftdicht zu bekommen, musste Kjellberg sie hämmern.[1]

- 1910–1920: Umhüllte Stabelektroden basierend auf Oscar Kjellbergs Patent kamen erstmals zum Einsatz. Gewundene Elektroden wurden in England erfunden, indem eine Mineralpaste zwischen den mit Asbest umwickelten Metallstab gedrückt wurde. Papierumhüllte Elektroden wurden in den USA von R. S. Smith eingeführt. So wurde das Gas für das geschmolzene Schweiß-Metall gesichert. Das war der Beginn der Zellulose-Elektrode.[3]

## Stabelektroden zum Lichtbogenhandschweißen

### Aufbau
Die Stabelektrode besteht aus einem metallischen Kernstab und einer Umhüllung. Der Werkstoff des Kernstabes richtet sich nach dem zu schweißenden Werkstoff und dessen chemischer Zusammensetzung.
Meistens ist dieser Zusatzwerkstoff mit einer Umhüllung umgeben, die Zusätze enthält, um das Schweißen zu erleichtern, das Schweißgut zu schützen und den Prozess metallurgisch zu beeinflussen.
Die Schweißelektrode wird über den Schweißelektrodenhalter an eine Schweißstromquelle angeschlossen. Wird die Elektrode in unmittelbare Nähe des metallischen Werkstücks gebracht, bildet sich ein Lichtbogen, der Werkstoff und Elektrode aufschmilzt und verbindet. Zusätzlich sind Stoffe enthalten, die zur Bildung von Schlacke führen. Sie dient als Flussmittel zur Verringerung der Oberflächenspannung des aufgeschmolzenen Werkstoffs, sorgt für eine gleichmäßige Abkühlung und bindet Verunreinigungen.
Die Umhüllungen der Elektroden haben im Wesentlichen folgende Aufgaben:
- Ionisierung und Stabilisierung des Lichtbogens durch Beimengungen (z. B. durch Rutil)
- Ausgleich des Ausbrands der Legierungsbestandteile durch entsprechende Beigaben
- Erhöhung der Ausbringung (z. B. beim Auftragschweißen)
- gleichmäßige Abkühlung der Schweißnaht
- Abschirmung des Schmelzgutes durch Schutzgase gegen Stickstoff und Sauerstoff (Versprödung, Porenbildung, Oxidation der Schweißnaht verhindern)

### Kurzzeichen der Umhüllungsstoffe nach DIN EN 499 bzw. EN ISO 2560
| Abkürzung | Art der Elektrode            | Verwendung |
| --------- | ---------------------------- | ---------- |
| A         | sauer (acid)                 |            |
| R         | Rutil (Titanoxyd, TiO2)      |            |
| AR        | rutilsauer                   |            |
| RR        | Rutil, dick umhüllt          |            |
| C         | Zellulose (cellulose)        |            |
| R(C)      | Rutilzellulose               |            |
| RR(C)     | Rutilzellulose, dick umhüllt |            |
| B         | basisch                      |            |
| R(B)      | Rutil mit basischen Anteilen |            |
| RR(B)     | rutilbasisch, dick umhüllt   |            |

### Feuchtigkeitsaufnahme der Umhüllung
Je nach Material kann der Feuchtegehalt der Umhüllung die Schweißeigenschaften der Stabelektrode stark beeinflussen.
Über den Herstellungsprozess kann die Ausgangsfeuchte der Umhüllung beeinflusst werden, die größtenteils als Kristallwasser oder Konstitutionswasser in chemisch gebundener Form im Bindemittel (meist Wasserglas) der Umhüllung vorliegt.
Zellulose- und rutil-umhüllte Stabelektroden (z. B. Umhüllungstypen C, R und RC) werden bei niedriger Temperatur (ab 80 °C) getrocknet und besitzen bereits zum Zeitpunkt der Herstellung einen gewissen Feuchtegehalt. Andere Elektrodenumhüllungen werden bei bis zu 500 °C getrocknet, sind aber hygroskopisch und nehmen im Laufe der Zeit Wasser aus der Luft auf. Die Feuchtigkeitsaufnahme ist abhängig von Material, Ausgangsfeuchte und Luftfeuchte.
Dieses physikalisch gebundene Wasser (Kapillarwasser) lässt sich durch das sogenannte Rücktrocknen der Elektroden fast vollständig austreiben.
Unlegierte und niedriglegierte Stabelektroden mit Umhüllung der Klassen A, R, RR, RC, RA und RB müssen in der Regel nicht rückgetrocknet werden. Lediglich bei einem ungewöhnlich hohen Feuchtigkeitsgehalt, der etwa zu einer Porenbildung der Umhüllung geführt hat, kann eine einstündige Trocknung bei 100 bis 120 °C vorgenommen werden.
Zelluloseumhüllte Elektroden sollen jedoch grundsätzlich nicht rückgetrocknet werden.
Eine Rücktrocknung sollte vorgenommen werden bei
- nicht oder niedrig legierten, basisch umhüllten Stabelektroden für Stähle mit Streckgrenze Re bzw. Rp0,2 von 355 N/mm² oder mehr, bei 300 bis 350 °C, um einer Rissbildung durch Wasserstoffaufnahme vorzubeugen. Basisch umhüllte Elektroden sollten nicht öfter als 3 mal für insgesamt 10 Stunden rückgetrocknet werden.
- Elektroden für nichtrostende Stähle sowie für Nickellegierungen.[6]

Eine Rücktrocknung ist nicht notwendig, wenn die Elektroden in einer feuchtigkeitsundurchlässigen Verpackung gelagert wurden.
Bereits getrocknete Elektroden können bei 120 bis 200 °C für max. 4 Wochen zwischengelagert werden.

## Auswahl von Stabelektroden
Die Auswahl von Stabelektroden erfolgt nach werkstoff- und schweißtechnischen Gesichtspunkten. Dabei wird zuerst ein Vergleich der mechanischen Gütewerte des Schweißzusatzes mit den Gütewerten des Grundwerkstoffes vorgenommen, wobei die Mindestanforderungen des Grundwerkstoffes auch im reinen Schweißgut erreicht werden müssen.
Für die Auswahl von Stabelektroden können folgende Kriterien genannt werden:
- Der zu verschweißende Grundwerkstoff
  - für unlegierte Stähle und Feinkornbaustahl
  - für höherfeste Stähle
  - für warmfeste Stähle
  - für nichtrostende und hitzebeständige Stähle
  - für Gusseisenwerkstoffe
  - für Nichteisenmetalle; weiter unterteilt nach:
    - der chemischen Zusammensetzung
    - den metallurgischen und physikalischen Eigenschaften

- Die Beanspruchung des Bauteils geordnet nach
  - konstruktiver Gestaltung des Bauteils
  - vorwiegend ruhende oder vorwiegend nicht ruhende Beanspruchung
  - Beanspruchungszustand (Größe der Belastung)

- Die Schweißaufgabe geordnet nach
  - Schweißbedingungen
  - Schweißposition
  - vorhandene Schweißstromquelle
  - geeigneter Umhüllungstyp

- Die Wirtschaftlichkeit geordnet nach
  - Abschmelzleistung
  - Ausbringung
  - Streckenenergie

Die Auswahl der umhüllten Stabelektroden erfolgt meist nach den Katalogen für Schweißzusätze der Herstellerfirmen.

## Stabelektrodenbezeichnung nach DIN EN ISO 2560-A (Unlegierte Stähle und Feinkornstähle)
Beispiel: E 38 2 B 1 2 H5
- E  Kurzzeichen nach DIN 1910 für das Schweißverfahren; hier Lichtbogenhandschweißen
- 38 Mindeststreckgrenze in N/mm²; hier 380 N/mm²

Zugfestigkeit in N/mm²; hier 470–600 N/mm²
Bruchdehnung in %; hier 20 %
- 2 Mindest-Kerbschlagarbeit (47 Joule) bei −20 Grad Celsius
- B Umhüllungstyp; hier basischumhüllt
- 1  Ausbringung; hier < 105 %

Stromart; hier: Gleich- und Wechselstrom
- 2  Schweißposition; hier alle, außer Fallposition
- H5 Wasserstoffgehalt hier < 5 ml/100g Schweißgut

Die DIN EN ISO 2560-A:2010-03 verwendet nur noch MPa statt N/mm²; der diffusible Wasserstoffgehalt wird in ml/100 g Schweißgut bezeichnet.